# Liblín
Liblín är en köping i Tjeckien.   Den ligger i regionen Plzeň, i den västra delen av landet, 70 km väster om huvudstaden Prag. Liblín ligger 303 meter över havet och antalet invånare är 315.
Terrängen runt Liblín är varierad. Liblín ligger nere i en dal. Runt Liblín är det ganska tätbefolkat, med 70 invånare per kvadratkilometer. Närmaste större samhälle är Rokycany, 19,7 km söder om Liblín. I omgivningarna runt Liblín växer i huvudsak blandskog.